# Doktrína mzdového fondu
Doktrína mzdového fondu je termín pocházející z raných ekonomických teorií. Je to teorie poptávky po pracovní síle, která tvrdí, že zaměstnavatel musí disponovat dostatečným kapitálem, z něhož by mohl vyplácet mzdy pracovníků v průběhu výroby.
Je tedy založena na předpokladu, že mzdy zaměstnanců představují formu kapitálu a vyplácejí se z fondu, který zaměstnavatel nashromáždil před vyrobením zboží, z předchozích zisků. Z teorie vyplývá, že jedinou možností zvýšení mezd i zaměstnanosti je akumulovat větší zisk.
Z krátkodobého hlediska je mzdový fond v běžném období tvořen veškerým výstupem předcházejícího období, který je zmenšen o část, jíž podnikatel hradí své vlastní potřeby. Touto veličinou je pak limitováno celkové množství výstupu, který lze v běžném období vynaložit na mzdy. Mzdový fond se může zvětšovat vlivem technologického rozvoje.